# Ulanendenkmal (Demmin)

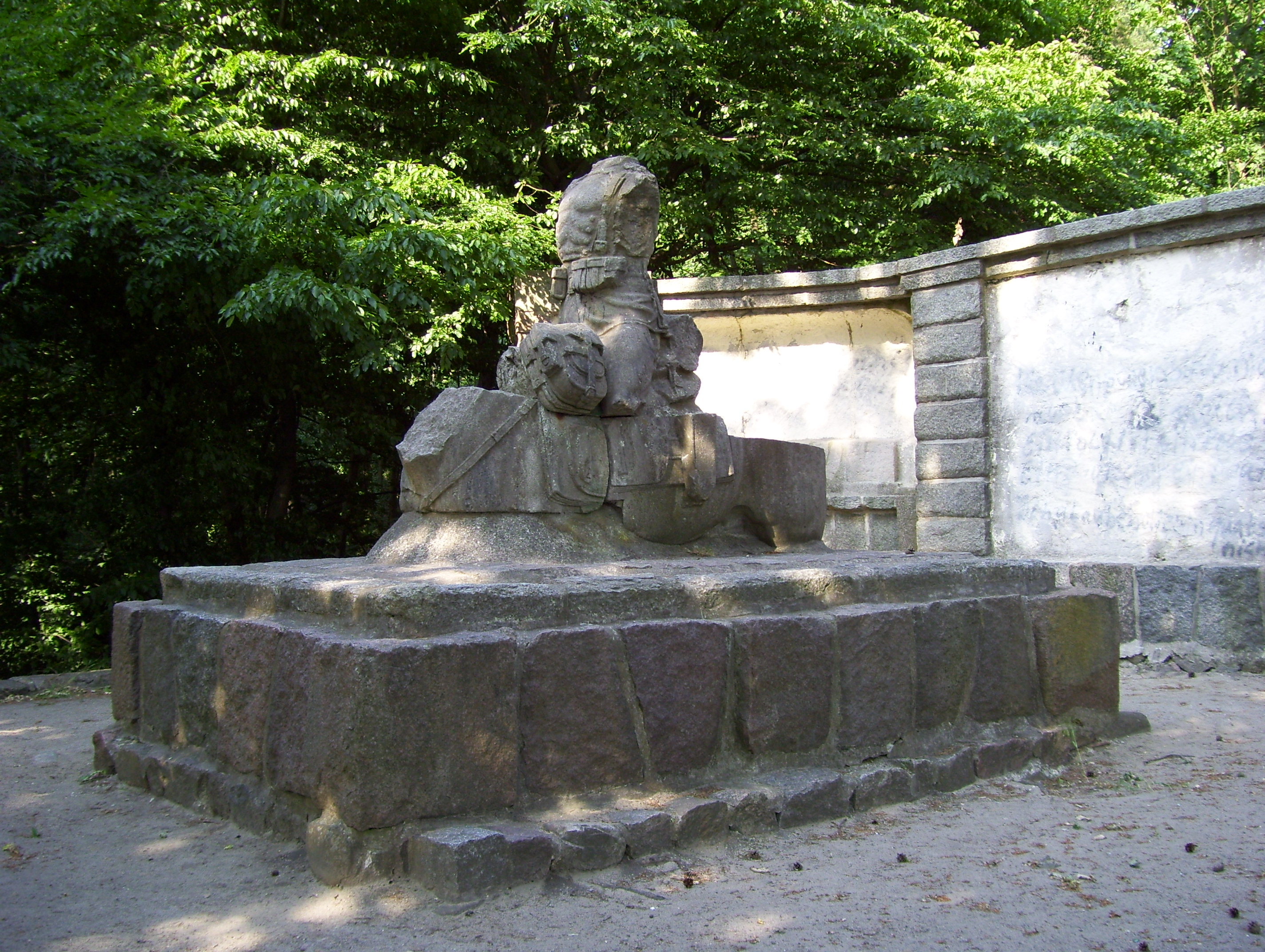
Reste des Reiterstandbilds

Das Ulanendenkmal in Demmin wurde 1923 bis 1924 auf Initiative von Veteranen des 2. Pommerschen Ulanen-Regiments Nr. 9 in Gedenken an ihre Gefallenen aller Kriegsschauplätze errichtet. Demmin war von 1860 bis zur Auflösung der Einheit 1919/20 die Garnisonstadt der Weißen Ulanen, eines preußischen Kavallerieregiments. Die Anwesenheit des Regiments und der Soldatenfamilien war ein Grund für den zunehmenden Wohlstand Demmins in dieser Zeit.
Das Denkmal wurde an einem Hang am Westrand der Sandbergtannen, einem Waldgebiet im Osten Demmins in der Nähe des Bahnhofs errichtet. Während es heute von Bäumen umgeben ist, war es damals oberhalb der Stadt auch von weitem gut sichtbar. Es besteht aus zahlreichen, unterschiedlich stark bearbeiteten Granit-Findlingen, die aus Megalithgräbern in der Umgebung stammen. Eines der Großsteingräber bei Quitzerow wurde für den Bau völlig abgetragen. Größere Blöcke wurden gespalten und zum Teil als Runensteine aufgestellt. An einigen wurden Metallplatten mit den Namen der in den Kriegen 1866, 1870/71 und 1914 bis 1918 gefallenen Ulanen angebracht. Ein Treppenaufgang aus groben Steinquadern führt durch einen Torbogen-Eingang, teilweise von Findlingen flankiert, den Hügel hinauf. Oben befand sich auf einem gemauerten Sockel das helle Reiterstandbild eines Ulanen mit der für diese Truppengattung typischen Lanze als Hauptwaffe.
Das Denkmal wurde vom Bund vaterlandstreuer 9. Ulanen durch Spenden finanziert und in Auftrag gegeben. Die Ausführung übernahm der Berliner Bildhauer Fritz Richter-Elsner, der hier – wie damals weit verbreitet – ein Monument im Geiste des deutschen Nationalismus und Germanenkults erschuf. Die feierliche Einweihung fand am 3. August 1924 statt, dem zehnten Jahrestag des Ausritts der Ulanen zum Fronteinsatz im Ersten Weltkrieg.
Unten am Torbogen-Eingang lag auf der Schwelle durchgehend eine schwere rostige Eisenkette. Auf alten Ansichtskarten wurde es daher auch als Kettentor zum Ulanendenkmal bezeichnet. Mahnend sollte die Eisenkette an die Situation des Reichs infolge des Versailler Vertrags erinnern. Nachdem die Nationalsozialisten 1935 die allgemeine Wehrpflicht – entgegen den Bestimmungen des Versailler Vertrags – wieder eingeführt hatten, ließ man die Kette in einem symbolischen Akt durchbrechen und als Zeichen der Befreiung von den Fesseln des Vertrags an den Seiten des Eingangs hochhängen.
1946 wurde das Reiterdenkmal auf Anweisung der Roten Armee hin zerstört und seine Überreste vergraben. Sämtliche steinernen Inschriften mussten dauerhaft zerstört werden. Die Metallplatten mit den Namen der Gefallenen wurden demontiert und eingelagert. Nach der Wiedervereinigung Deutschlands wurden die Bruchstücke des Reiterstandbilds wieder ausgegraben. Einige größere Teile wurden als rudimentäre Skulptur wieder aufgestellt.

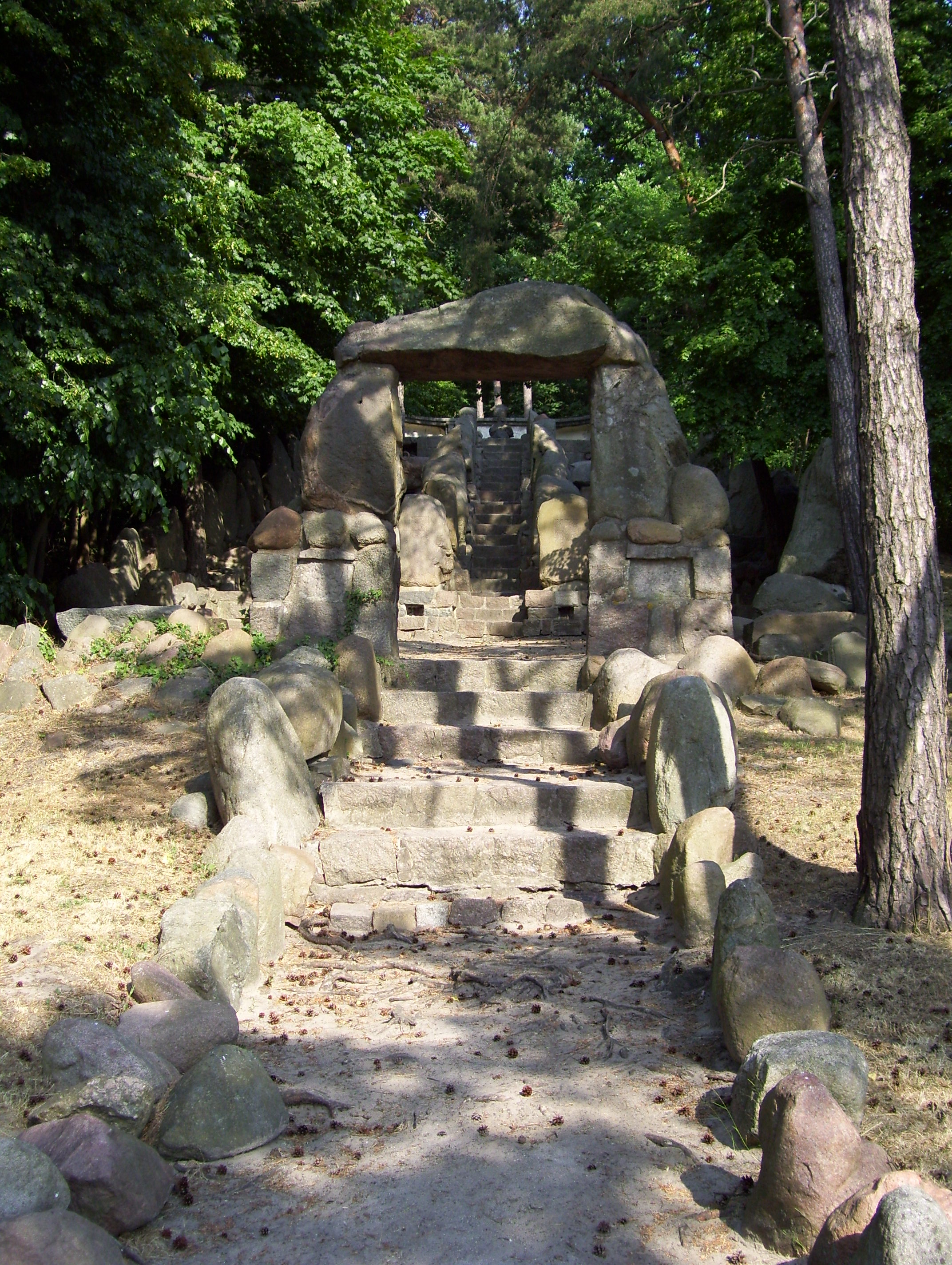
Eingang
Aufgang zum Reiterstandbild 1938
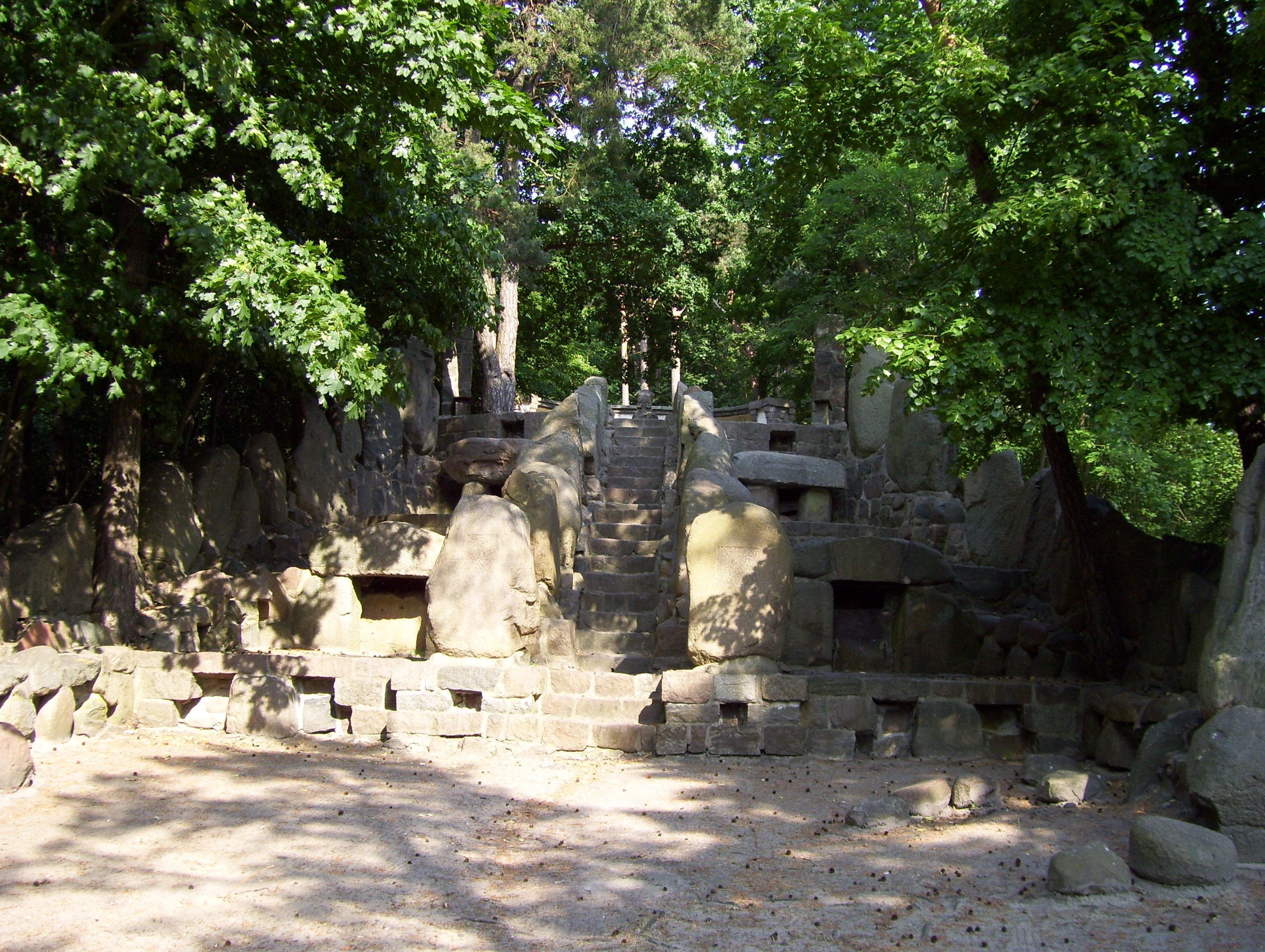
Aufgang zum Reiterstandbild 2008